# ديك كارسون
ديك كارسون (بالإنجليزية: Dick Carson)‏ هو عسكري أمريكي، ولد في 4 يونيو 1929 في كلاريندا في الولايات المتحدة.